# Michele Zagaria
Michele Zagaria (San Cipriano d'Aversa, 21 maggio 1958) è un mafioso italiano, boss dell'organizzazione camorristica del clan dei Casalesi, e soprannominato Capastorta.

## Biografia
Cresce tra le strade di Casapesenna dove entra in giovane età a far parte della camorra, al fianco di esponenti di primo piano del clan Bardellino, quali Francesco Schiavone "Sandokan" e Alberto Beneduce. Più tardi diverrà luogotenente della zona compresa tra San Cipriano d'Aversa e Casapesenna. Oltre a essere il capo del clan dei Casalesi, viene considerato il "re del cemento" a livello nazionale. I suoi interessi, negli appalti pubblici e privati, partono dalla Campania per estendersi fino al Lazio, la Toscana, l'Umbria, l'Abruzzo, la Lombardia e, in particolare, l'Emilia-Romagna. Secondo le ultime rivelazioni dell'Antimafia di Bologna, il clan di Michele Zagaria comanda la rete degli affari relativi al cemento in Emilia-Romagna. Inoltre, Zagaria ha dimostrato di riuscire a egemonizzare anche il territorio delle 'ndrine calabresi, portandovi alte quantità di cemento. E, qualora la linea veloce raggiungesse Reggio Calabria, il clan Zagaria è pronto a infiltrarsi senza opposizioni delle 'ndrine locali.
Ricercato dal 1995, il 26 luglio 2010 la polizia scientifica ha diffuso il suo identikit realizzato sulla base delle descrizioni di collaboratori di giustizia. Dopo anni di indagini, il 7 dicembre 2011, il personale della III Sezione della Squadra Mobile di Napoli arrestò Michele Zagaria, scovato all'interno di un bunker di cemento armato, costruito sotto un'abitazione di Casapesenna in vico Mascagni.  Il blitz, scattato all'alba, terminò verso mezzogiorno quando il latitante, ormai senza più vie di fuga e senza elettricità, si arrese. All'operazione partecipò, come supporto, personale del Servizio Centrale Operativo della Polizia di Stato guidato da Vittorio Pisani, della Squadra Mobile di Caserta e del Reparto Prevenzione Crimine Campania. Le indagini erano coordinate da un pool di magistrati della DDA di Napoli. Le prime parole verso il procuratore, della ex primula rossa, dopo la cattura, furono: «Avete gridato voi lo Stato ha vinto? Lo avete detto voi? Lo Stato vince sempre, lo so.»

## Condanne
- Il 19 giugno 2008, nel processo d'appello del maxiprocesso Spartacus, viene condannato all'ergastolo, insieme ad altri componenti del clan dei Casalesi. Tale condanna è stata confermata in Cassazione il 15 gennaio 2010[12].
- Il 13 ottobre 2010 la Corte d'assise di Latina infligge a Zagaria l'ergastolo risultando il mandante dell'omicidio di Pasquale Piccolo, ucciso il 21 luglio 1988 a Gaeta.
- Il 15 ottobre 2010 riceve una nuova condanna all'ergastolo dalla Corte d'Appello di Latina.[13]
- Il 25 gennaio 2015 la Corte d'Assise di Napoli, condanna Michele Zagaria all'ergastolo per l'omicidio di Ciro Nuvoletta.

## Televisione
- Sotto copertura - Fiction RAI, 2017. La cattura di Michele Zagaria nella prima serie, il boss è interpretato da Antonio Pennarella, come personaggio secondario. In quella successiva è interpretata da protagonista da Alessandro Preziosi.